# Liste des rois d'Irak
L'Irak, durant son processus d'indépendance, a été administré par le Royaume-Uni (période du mandat britannique de Mésopotamie). La monarchie est proclamée en 1921 mais le royaume d'Irak n'obtient sa pleine indépendance que le 3 octobre 1932, sous le règne de Fayçal ibn Husein. En 1958, une révolution est déclenchée contre le roi Fayçal II qui est assassiné. Depuis, deux prétendants au trône se sont succédé.

## Liste des rois d'Irak
- 23 août 1921 - 8 septembre 1933 : Fayçal Ier
- 8 septembre 1933 - 4 avril 1939 : Ghazi
- 4 avril 1939 - 14 juillet 1958 : Fayçal II (renversé et tué par le général Kassem)

## Prétendants au trône
- 14 juillet 1958 - 18 octobre 1970 : prince Zeid ben Hussein, fils de Hussein ibn Ali roi du Hédjaz, frère de Fayçal Ier d'Irak et de Abdallah Ier de Jordanie
- 18 octobre 1970 - : Ra'ad bin Zeid, fils du précédent